# Abraxas pantaria
Abraxas pantaria ist ein Schmetterling (Nachtfalter) aus der Familie der Spanner (Geometridae). Der wissenschaftliche Name der Art leitet sich vom lateinischen panther = Panther ab, da die Falter ebenfalls eine Fleckenzeichnung zeigen.

## Merkmale

### Falter
Die Falter erreichen eine Flügelspannweite von 38 bis 42 Millimetern bei den Weibchen sowie 35 bis 40 Millimetern bei den Männchen. Sowohl die Vorder- als auch die Hinterflügel haben eine cremig weiße Grundfarbe. Der Wurzelbereich ist orange bis gelbbraun gefärbt. Nahe dem Innenwinkel hebt sich ein großer bräunlicher Fleck ab. Dieser setzt sich mit einzelnen kleinen graubraunen Flecken in Richtung Vorderrand fort. Etwas schwächer ausgebildet ist ein aus mehreren grauen Punkten zusammengesetzter und hell gekernter Mittelfleck. Auf den Hinterflügeln befindet sich ein bräunlicher Fleck nahe am Analwinkel, an den sich einige kleine Flecke in Richtung Vorderrand anschließen. Kopf, Thorax und Abdomen sind gelbbraun bis orange und mit mehreren Reihen schwarzer Punkte versehen.

### Ei, Raupe, Puppe
Das Ei ist zunächst glänzend grünlich weiß und nimmt später eine stumpfe Tönung an.
Erwachsene Raupen sind auf ihrer gesamten Länge abwechselnd mit schwarzgrünen, gelben und weißen Längsstreifen versehen. Insgesamt gibt es elf Streifen unterschiedlicher Breite. Kopf und Beine sind orange gefärbt. Die Gesamtlänge von ausgewachsenen Raupen beträgt 23 bis 26 Millimeter.
Die Puppe ist anfangs gelblich, später rotbraun.

### Ähnliche Arten
Eine gewisse Ähnlichkeit besteht zum Ulmen-Harlekin (Abraxas sylvata), der jedoch eine intensivere Flügelzeichnung mit einer größeren Anzahl an Flecken besitzt.

## Geographische Verbreitung und Lebensraum
Abraxas pantaria ist von Portugal, Spanien und Südfrankreich durch Südeuropa bis in die Türkei und weiter bis Armenien, Georgien und Südostrussland verbreitet. Bevorzugter Lebensraum sind Wälder mit starkem Bestand an Eschen (Fraxinus excelsior).

## Lebensweise
Die Falter von Abraxas pantaria sind überwiegend nachtaktiv und fliegen in einer Generation von Juni bis August. Sie saugen zuweilen an den Blüten verschiedener Rosenarten (Rosa) und besuchen nachts künstliche Lichtquellen. Die Raupen sind von August bis Oktober zu finden. Sie ernähren sich von den Blättern von Eschen (Fraxinus excelsior) und treten an diesen in der Osttürkei zuweilen schädlich auf. Gelegentlich werden sie von Parasitoiden befallen. Die ausgewachsenen Raupen lassen sich an gesponnenen Seidenfäden zum Boden herab und verpuppen sich in der Erde. Die Art überwintert als Puppe.